# (4283) Stöffler
(4283) Stöffler es un asteroide perteneciente al cinturón de asteroides, descubierto el 23 de enero de 1988 por Carolyn Shoemaker desde el Observatorio del Monte Palomar, Estados Unidos.

## Designación y nombre
Designado provisionalmente como 1988 BZ. Fue nombrado Stöffler en homenaje al divulgador científico alemán Dieter Stöffler.